# Josa lutea
Josa lutea là một loài nhện trong họ Anyphaenidae.
Loài này thuộc chi Josa. Josa lutea được Eugen von Keyserling miêu tả năm 1878.